# 宴春酒楼
宴春酒楼是中国江苏省镇江市的老字号饭店，是淮扬菜系的代表饭店之一。如今的宴春酒楼多指民营企业镇江宴春酒楼有限公司即新宴春，大西路的国营宴春原店则称老宴春。
新老宴春酒楼最知名的是其制作的蟹黄汤包、“镇江三怪”之一的水晶肴肉、以及时令特色“长江三鲜”——清蒸鲥鱼、清蒸刀鱼、白汁鮰鱼。其他特色菜肴包括拆烩鲢鱼头、清炖蟹粉狮子头、熟制蟹油等。

## 老宴春
宴春酒楼始创于1890年，设址在大西路戥儿巷北面巷口，中华人民共和国建国后为国营企业，2003年改名“老宴春”并营业至今。因镇江市中心南移，现如今老宴春经营惨淡，以早点小吃为主要收入来源，另在镇江市中心的解放北路设有门市部销售速冻产品。由于镇江城市建设投资发展总公司有计划对大西路历史街区实施旧城改造，老宴春或许将面临拆除、迁址或重建的命运。

## 新宴春
二十世纪九十年代后，在市中心开设出新宴春酒楼（今宴春酒楼大市口店）。新宴春在2003年经镇江市政府批准改制成立镇江宴春酒楼有限公司，注册“宴春”、“宴春YC”、“宴春三怪”商标，原国营宴春酒楼即改名“老宴春”。今有大市口、金山宝地、东吴路3个门店，下辖宴春食品公司、宴春食品销售公司。镇江宴春酒楼有限公司为国家商务部首批认定“中华老字号”。